# معبد ژانوس
معبد ژانوس (انگلیسی: Temple of Janus) در فروم رم در نزدیکی بازیلیکا آمیلیا، در امتداد آرگیلیتوم قرار داشت. این معبد کوچکی بود که مجسمه ای از ژانوس، خدای دو چهره مرزها و آغازین درون آن بود. درهای آن به «دروازه ژانوس» معروف بود که در زمان صلح بسته می‌شد و در زمان جنگ باز می‌شد. نظریه‌های زیادی در مورد هدف اصلی آن وجود دارد. برخی می‌گویند که این پلی بر روی ولابروم بوده‌است و برخی می‌گویند که این پل به عنوان دروازه ای به تپه کاپیتولین عمل می‌کرده‌است.
به گفته لیوی ۱٫۱۹ دومین پادشاهی روم، نوما پمپیلیوس، تصمیم گرفت تا با القای هیبت و احترام به رومیان اولیه و جنگجو از شیوه‌های خشونت‌آمیز خود منحرف شود. پروژه‌های او شامل ترویج دین، کاهنان خاص، و ساخت معابد به عنوان یک عامل حواس‌پرتی با تأثیر مفید نفوذ معنویت بود. ژانوس در فروم رم، اگرچه ادعا می‌شد که این معروف‌ترین پروژه معماری نوما معبدی نیست از این جمله است.
در مراحل اولیه شهر رم، ساکنان در ویلاهای جدا از دیوار زندگی می‌کردند. ژانوس دروازه ای از فروم به سایر نقاط رم بود، زیرا فروم در ابتدا حیاط ویلای پادشاه بود.